# قواعد آلي فينكل للفتيات
قواعد آلي فينكل للفتيات هي سلسلة روايات شبابية للفتيات المراهقات بقلم ميج كابوت، نشرتها شركة سكولاستيك. نفدت الكتب من الطباعة اليوم.

## الحبكة
تدور أحداث السلسلة حول آلي فينكل البالغة من العمر تسع سنوات، والتي تروي القصص. تحتفظ بدفتر ملاحظات يحتوي على نصائح حول ما يجب فعله وما لا يجب فعله في المواقف المختلفة التي تجد نفسها فيها. كل عنوان فصل هو أحد القواعد التي اخترعتها. لدى آلي ثلاثة أصدقاء مقربين يدعمونها خلال جميع مغامراتها ومعلمة جميلة تُدعى السيدة هانتر، وهي معجبة بها
في الكتاب الأول، تنتقل عائلة آلي من الضواحي إلى منزل قديم في المدينة. تواجه آلي بعض العقبات وهي تسعى جاهدة لتكوين صداقات جديدة والتكيف مع مدرستها الجديدة.
تحتوي السلسلة على خمسة كتب أخرى تتضمن مغامرات مماثلة. تشمل الموضوعات: الانتقال والنمو والصداقة والأسرة.

## قائمة الكتب في السلسلة
1. يوم التحرك (2008) [1] [2] [3] [4] [5]
2. الفتاة الجديدة (2008) [6]
3. أفضل الأصدقاء وملكات الدراما (2009) [7] [8] [9]
4. رعب المسرح (2009) [10]
5. الفتيات اللامعات والمزيفات العظيمة (2010)
6. انفجار من الماضي (2010)
7. العطل في باريس (2016- الفرنسية فقط)
8. المخيم الصيفي/المخيم (2017 - بالفرنسية فقط)
9. وصيفة الشرف (2021 - الفرنسية فقط)

## أغلفة
ظهرت لورا جيمس عارضة أزياء أمريكية سابقة، على أغلفة السلسلة الأمريكية (وكذلك على موقع سكولاستيك الإلكتروني) كوجه لآلي فينكل.[بحاجة لمصدر]
الفتاة على الغلاف الأمامي لأول 3 طبعات في المملكة المتحدة تُسمى إميلي.

## الروابط الخارجية
- الموقع الرسمي
- ألي فينكل على موقع المؤلف